# پایگاه دریایی و فرودگاه شهری اود تاون
پایگاه دریایی و فرودگاه شهری اود تاون (به انگلیسی: Old Town Municipal Airport and Seaplane Base) (به زبان بومی: Dewitt Field) یک فرودگاه همگانی بهره‌برداری هوایی با کد یاتا OLD است که یک باند فرود آسفالت دارد و طول باند آن ۹۷۵ متر است. این فرودگاه در شهر اود تاون، مین کشور ایالات متحده آمریکا قرار دارد و در ارتفاع ۳۸ متری از سطح دریا واقع شده است.